# Seguev Xalom
Seguev Xalom (en hebreu, שגב-שלום) és un consell local del Districte del Sud d'Israel, situat a mig camí entre Beerxeba i Dimona. El poble fou fundat el 1984 en el marc d'un projecte per a establir els beduïns en assentaments fixos.
El poble és molt proper al nucli industrial de Ramat Hovav, i al problema de la baixa qualitat de vida dels beduïns (atur, pobresa, fracàs escolar, etc.) cal afegir-hi la problemàtica mediambiental i sanitària que Ramat Hovav provoca a la població local. L'any 2002, l'Oficina Central d'Estadística d'Israel (CBS) va publicar un estudi en què es deia que Segev-Shalom era el quart municipi més pobre d'Israel.